# Beautiful (Christina Aguilera)
"Beautiful" is een nummer van de Amerikaanse zangeres Christina Aguilera, geschreven door Linda Perry. Het nummer is de tweede single van Christina’s tweede album Stripped (2002). Het behaalde in veel landen de nummer 1-positie, maar bleef in de Nederlandse Top 40 op twee steken.

## Het lied
"Beautiful" is een ballad, met als een belangrijk instrument de cello. In de tekst zingt Christina over erge dingen die over haar gezegd worden, die haar onzeker maken. Toch laat ze het negatieve niet overwinnen; ze zingt "I am beautiful no matter what they say, words can't bring me down" ("wat ze ook zeggen, ik blijf mooi, woorden doen me geen pijn"). Die boodschap brengt ze ook over op haar publiek ("You are beautiful in every single way").

## Ontstaan
Linda Perry schreef "Beautiful" al lang voordat ze het aan iemand liet horen, ze vond het een erg persoonlijk nummer. Als eerste liet ze het horen aan P!nk, tijdens opnames voor diens album M!ssundaztood. Pink vond het zo overweldigend dat ze vroeg of zij het mocht opnemen. Perry vond dat niet goed, omdat ze het eigenlijk wilde bewaren voor haar eigen zangcarrière.
Een paar maanden later, toen Perry samen met Christina Aguilera aan het opnemen was voor haar album Stripped, liet ze "Beautiful" ook aan haar horen. Aguilera vond het zo mooi dat, terwijl Perry het nummer speelde op de piano, ze de zang overnam. Perry was erg onder de indruk van de zang, maar ook verward omdat ze het nummer eigenlijk niet op wilde geven. Aangezien Christina zei dat ze het nummer nodig had voor haar album, ging Perry hiermee akkoord. Nadat het nummer uitgebracht werd, ging het gerucht dat Pink kwaad was geworden omdat niet zij maar Christina Aguilera het nummer had gekregen.

## Protestsong
Door sommige mensen wordt het lied "Beautiful" ook gezien als een protestsong. Christina zingt over mensen die in gevecht zitten met zichzelf, door onzekerheid, door twijfels, of gewoon door zichzelf te zijn. Ze zegt dat ze mooi zijn, op elke manier dan ook, terwijl de maatschappij zou zeggen dat die mensen anders zijn, omdat ze er niet normaal uitzien, of zich niet normaal gedragen.
Christina Aguilera vraagt zich in "Beautiful" af wat normaal eigenlijk inhoudt, wat de waarden en normen van een normaal mens zijn.

## Hitverloop

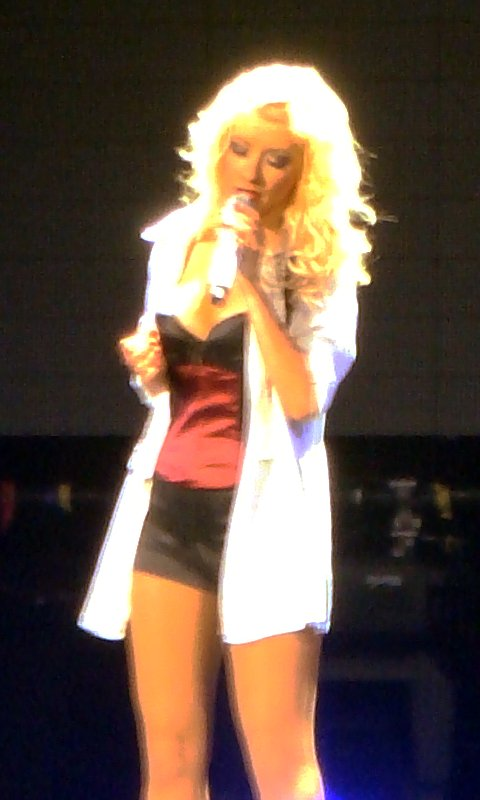
Aguilera zingt "Beautiful" in Toronto

De eerste single van het album Stripped, "Dirrty", haalde niet de top 40 in Amerika. Hierdoor bracht Aguilera’s label "Beautiful" sneller uit dan gepland, zodat het album niet zou zakken in de albumlijst. Door de grote hoeveelheid airplay behaalde Beautiful de tweede positie in de Amerikaanse Billboard Hot 100 lijst. In Groot-Brittannië, Australië en Canada kwam het nummer zelfs op één. In Nederland haalde het nummer eveneens de tweede positie en bleef het veertien weken in de top 40 staan.
In 2004 won "Beautiful" een Grammy Award voor de beste vrouwelijke zangprestatie. Ook werd Linda Perry voor een Grammy genomineerd in de categorie 'nummer van het jaar'. Het nummer stond op de tweede positie in de top 10-singles uit 2004 lijst in het muziekblad Rolling Stone, waar ook de videoclip op een tweede plaats stond in die betreffende categorie.

### Nederlandse Top 40
| Hitnotering: 08-02-2003 t/m 10-05-2003 | Hitnotering: 08-02-2003 t/m 10-05-2003 | Hitnotering: 08-02-2003 t/m 10-05-2003 | Hitnotering: 08-02-2003 t/m 10-05-2003 | Hitnotering: 08-02-2003 t/m 10-05-2003 | Hitnotering: 08-02-2003 t/m 10-05-2003 | Hitnotering: 08-02-2003 t/m 10-05-2003 | Hitnotering: 08-02-2003 t/m 10-05-2003 | Hitnotering: 08-02-2003 t/m 10-05-2003 | Hitnotering: 08-02-2003 t/m 10-05-2003 | Hitnotering: 08-02-2003 t/m 10-05-2003 | Hitnotering: 08-02-2003 t/m 10-05-2003 | Hitnotering: 08-02-2003 t/m 10-05-2003 | Hitnotering: 08-02-2003 t/m 10-05-2003 | Hitnotering: 08-02-2003 t/m 10-05-2003 | Hitnotering: 08-02-2003 t/m 10-05-2003 |
| Week:                                  | 1                                      | 2                                      | 3                                      | 4                                      | 5                                      | 6                                      | 7                                      | 8                                      | 9                                      | 10                                     | 11                                     | 12                                     | 13                                     | 14                                     |                                        |
| -------------------------------------- | -------------------------------------- | -------------------------------------- | -------------------------------------- | -------------------------------------- | -------------------------------------- | -------------------------------------- | -------------------------------------- | -------------------------------------- | -------------------------------------- | -------------------------------------- | -------------------------------------- | -------------------------------------- | -------------------------------------- | -------------------------------------- | -------------------------------------- |
| Positie:                               | 23                                     | 6                                      | 2                                      | 4                                      | 3                                      | 3                                      | 4                                      | 8                                      | 13                                     | 13                                     | 13                                     | 15                                     | 27                                     | 33                                     | uit                                    |

### NederlandseSingle Top 100
| Hitnotering: 15-02-2003 t/m 21-06-2003 | Hitnotering: 15-02-2003 t/m 21-06-2003 | Hitnotering: 15-02-2003 t/m 21-06-2003 | Hitnotering: 15-02-2003 t/m 21-06-2003 | Hitnotering: 15-02-2003 t/m 21-06-2003 | Hitnotering: 15-02-2003 t/m 21-06-2003 | Hitnotering: 15-02-2003 t/m 21-06-2003 | Hitnotering: 15-02-2003 t/m 21-06-2003 | Hitnotering: 15-02-2003 t/m 21-06-2003 | Hitnotering: 15-02-2003 t/m 21-06-2003 | Hitnotering: 15-02-2003 t/m 21-06-2003 | Hitnotering: 15-02-2003 t/m 21-06-2003 | Hitnotering: 15-02-2003 t/m 21-06-2003 | Hitnotering: 15-02-2003 t/m 21-06-2003 | Hitnotering: 15-02-2003 t/m 21-06-2003 | Hitnotering: 15-02-2003 t/m 21-06-2003 | Hitnotering: 15-02-2003 t/m 21-06-2003 | Hitnotering: 15-02-2003 t/m 21-06-2003 | Hitnotering: 15-02-2003 t/m 21-06-2003 | Hitnotering: 15-02-2003 t/m 21-06-2003 | Hitnotering: 15-02-2003 t/m 21-06-2003 |
| Week:                                  | 1                                      | 2                                      | 3                                      | 4                                      | 5                                      | 6                                      | 7                                      | 8                                      | 9                                      | 10                                     | 11                                     | 12                                     | 13                                     | 14                                     | 15                                     | 16                                     | 17                                     | 18                                     | 19                                     |                                        |
| -------------------------------------- | -------------------------------------- | -------------------------------------- | -------------------------------------- | -------------------------------------- | -------------------------------------- | -------------------------------------- | -------------------------------------- | -------------------------------------- | -------------------------------------- | -------------------------------------- | -------------------------------------- | -------------------------------------- | -------------------------------------- | -------------------------------------- | -------------------------------------- | -------------------------------------- | -------------------------------------- | -------------------------------------- | -------------------------------------- | -------------------------------------- |
| Positie:                               | 20                                     | 5                                      | 5                                      | 5                                      | 4                                      | 6                                      | 10                                     | 15                                     | 20                                     | 24                                     | 31                                     | 34                                     | 40                                     | 49                                     | 56                                     | 59                                     | 69                                     | 74                                     | 76                                     | uit                                    |

### VlaamseUltratop 50
| Hitnotering: 15-02-2003 t/m 17-05-2003 | Hitnotering: 15-02-2003 t/m 17-05-2003 | Hitnotering: 15-02-2003 t/m 17-05-2003 | Hitnotering: 15-02-2003 t/m 17-05-2003 | Hitnotering: 15-02-2003 t/m 17-05-2003 | Hitnotering: 15-02-2003 t/m 17-05-2003 | Hitnotering: 15-02-2003 t/m 17-05-2003 | Hitnotering: 15-02-2003 t/m 17-05-2003 | Hitnotering: 15-02-2003 t/m 17-05-2003 | Hitnotering: 15-02-2003 t/m 17-05-2003 | Hitnotering: 15-02-2003 t/m 17-05-2003 | Hitnotering: 15-02-2003 t/m 17-05-2003 | Hitnotering: 15-02-2003 t/m 17-05-2003 | Hitnotering: 15-02-2003 t/m 17-05-2003 | Hitnotering: 15-02-2003 t/m 17-05-2003 | Hitnotering: 15-02-2003 t/m 17-05-2003 |
| Week:                                  | 1                                      | 2                                      | 3                                      | 4                                      | 5                                      | 6                                      | 7                                      | 8                                      | 9                                      | 10                                     | 11                                     | 12                                     | 13                                     | 14                                     |                                        |
| -------------------------------------- | -------------------------------------- | -------------------------------------- | -------------------------------------- | -------------------------------------- | -------------------------------------- | -------------------------------------- | -------------------------------------- | -------------------------------------- | -------------------------------------- | -------------------------------------- | -------------------------------------- | -------------------------------------- | -------------------------------------- | -------------------------------------- | -------------------------------------- |
| Positie:                               | 22                                     | 6                                      | 5                                      | 4                                      | 3                                      | 4                                      | 7                                      | 9                                      | 9                                      | 15                                     | 13                                     | 19                                     | 29                                     | 41                                     | uit                                    |

### NPO Radio 2 Top 2000
| Nummer met noteringen in de NPO Radio 2 Top 2000 | '07 | '08 | '09  | '10  | '11 | '12 | '13  | '14  | '15  | '16-'17 | '18  | '19  |
| ------------------------------------------------ | --- | --- | ---- | ---- | --- | --- | ---- | ---- | ---- | ------- | ---- | ---- |
| Beautiful                                        | 867 | -   | 1203 | 1130 | 913 | 870 | 1265 | 1572 | 1675 | -       | 1910 | 1992 |

1. ↑  Een '-' betekent dat het nummer niet was genoteerd en een vetgedrukt getal geeft de hoogste notering aan.
2. ↑  2007 was het eerste jaar met een notering voor dit nummer.
3. ↑  Deze tabel is bijgewerkt tot en met de laatste editie (2024).

## Releasedata
| Land                | Releasedatum     | Formaat             | Label |
| ------------------- | ---------------- | ------------------- | ----- |
| Verenigde Staten    | 16 november 2002 | radio               | RCA   |
| Duitsland           | 27 januari 2003  | cd-single           | RCA   |
| Verenigd Koninkrijk | 24 februari 2003 | cd-single           | RCA   |
| Frankrijk           | 25 februari 2003 | cd-single           | RCA   |
| Wereldwijd          | 25 februari 2003 | digitale remix (ep) | RCA   |
| Canada              | 27 februari 2003 | maxi single         | RCA   |
| Verenigde Staten    | 11 maart 2003    | cd-single           | RCA   |
| Verenigde Staten    | 18 maart 2003    | vinyl               | RCA   |

## Coverversies
Het nummer is al verschillende malen gecoverd. Elvis Costello gebruikte het nummer voor een aflevering van het tv-programma House. Gloria Gaynor maakte een disco versie van het nummer voor het Engelse programma "Hit Me Baby One More Time". Voor de tour van Guns N' Roses in 2006 maakten gitaristen Richard Fortus en Robin Finck een instrumentale versie. Ook Kenny G, Chaka Khan, Glee Cast en The Lemonheads coverden dit nummer.
Studioalbums: Christina Aguilera · Stripped · Back to Basics · Bionic

Andere albums: Mi Reflejo · My kind of Christmas · Just Be Free · Keeps Gettin' Better: A Decade of Hits

Singles (in Nederland): "Genie in a Bottle" · "What a Girl Wants" · "I Turn to You" · "Come On Over Baby (All I Want Is You)" · "Nobody Wants to Be Lonely" · "Lady Marmalade" · "Dirrty" · "Beautiful" · "Fighter" · "Can't Hold Us Down" · "The Voice Within" · "Car Wash" · "Tilt Ya Head Back" · "Ain't No Other Man" · "Hurt" · "Tell Me" · "Candyman" · "Oh Mother" · "Keeps Gettin' Better"

Zie ook: Discografie · RCA Records